# علم دراسة الطرق
الدروموغرافيا أو علم دراسة الطرق (بالإنجليزية: Dromography)‏ يعود أصل كلمة دروموغرافيا إلى اللغة اليونانية وتتألف من مقطعين: المقطع الأول «دروموس» (باليونانية: δρόμος) وتعني الطريق، المقطع الثاني «غرافو» (باليونانية: γράφω) وتعني كتابة/وصف/قياس، هو مصطلح يُشير إلى دراسة قائمة على المقارنة بين تنظيم وتاريخ وجغرافية ولوجستية الطرق التجارية الإقليمية والعالمية، بالإضافة إلى شبكات النقل، وتُعتبر الدروموغرافيا أحد المجالات التي تُساعد في الأبحاث المتعلقة بتاريخ العالم.
بدأ ظهور هذا المصطلح المعاصر بعد استخدامه من قِبل الدكتور ثاديوس ماثيو سيوليك. ويُعتبر مصطلح دروموغرافي قريب جداً من مصطلح دروموغراف وهو عبارة عن جهاز يُستخدم لقياس سرعة الدم.